# أرتي أوينز
أرتي أوينز (بالإنجليزية: Artie Owens)‏ هو لاعب كرة قدم أمريكية أمريكي، ولد في 14 يناير 1953 في مونتغومري في الولايات المتحدة.

## وصلات خارجية
- أرتي أوينز على موقع مرجع كرة القدم المحترفة.كوم (الإنجليزية)